# Milan Jurenka
Milan Jurenka (* 12. ledna 1961) je bývalý slovenský fotbalový útočník a trenér.

## Hráčská kariéra
V československé lize hrál za Jednotu Trenčín, aniž by skóroval. Naposled hrál za TJ Cementár Horné Srnie.

### Prvoligová bilance
| Ročník             | Zápasy | Góly | Minuty | Klub               |
| ------------------ | ------ | ---- | ------ | ------------------ |
| I. liga 1979/80    | 5      | 0    | 321    | TJ Jednota Trenčín |
| CELKEM I. ČS. LIGA | 5      | 0    | 321    |                    |

## Trenérská kariéra
Po skončení profesionální hráčské kariéry se stal trenérem. Působil i jako hrající trenér v menším oddílu TJ Cementár Horné Srnie.